# Ben Williams (fotbollsdomare)
Benjamin Jon Williams, mer känd under namnet Ben Williams, född 19 november 1977 i Canberra, är en fotbollsdomare från Australien. Williams blev internationell Fifa-domare 2005.